# Lina Medina
Lina Vanessa Medina (født 27. september 1933 i Paurange, Peru) var et peruviansk barn, der er den yngste dokumenterede mor. Hun var 5 år, 7 måneder og 21 dage, da hun fødte sin første søn. Lina Medina er et af ni børn født ind i en landfamilie i Ticrapo i Andesbjergene, i Perus fattigste distrikt.

## Historien
Linas forældre tog hende med til et hospital, da de var bekymrede over hendes voksende mave, Lægerne troede først der var tale om en voksende tumor, men en nærmere undersøgelse viste at hun var gravid i syvende måned. Halvanden måned senere, den 14. maj 1939, fødte Lina en velskabt dreng på 2,7 kilo. Barnet blev forløst ved kejsersnit, da Linas hofter var for smalle til en naturlig fødsel.
Ifølge en lægeundersøgelse havde hun fået sin første menstruation allerede da hun var 8 måneder (2,5 ifølge en anden kilde), og havde som fireårig tydelige bryster og som femårig brede hofter.
Barnet blev døbt Gerardo, efter fødselslægen Gerardo Lozada. Drengen blev opfostret i den tro at Lina var hans storesøster, men opdagede i en alder af 10 år, at hun i virkeligheden var hans mor. Han voksede op tilsyneladende uden mén fra den usædvanlige mor, men døde som 40-årig i 1979 af en knoglemarvssygdom.
Lina Medina afslørede aldrig, hvem der havde udsat hende for det seksuelle overgreb. En anden læge, der var med til at undersøge hende, har foreslået at hun nok ikke selv vidste det. Linas far blev arresteret, mistænkt for voldtægt og blodskam, men blev senere sat fri af mangel på beviser. Lina giftede sig senere med Raúl Jurado, som i 1972 blev far til hendes anden søn. De boede i et fattigt distrikt i Lima, kendt som Chicago Chico (Lille Chicago). I 2002 nægtede hun at give et interview til Reuters.
Som ung pige arbejdede hun som sekretær i Gerardo Lozadas klinik i Lima. Lozada gav hende en uddannelse og hjalp hendes søn gennem en videregående udddannelse.
Der er to fotografier, som dokumenterer graviditeten og fødslen. Det første er fra begyndelsen af april 1939, da Lina var syv og en halv måned henne. Det er taget fra hendes venstre side og viser hende stående nøgen med en prominent højgravid mave. Det andet billede blev taget et år senere i Lima, da barnet var 11 måneder gammelt.